# Agylla maculifascia
Agylla maculifascia là một loài bướm đêm thuộc phân họ Arctiinae, họ Erebidae.